# Joaquín María de Navascués y de Juan
Joaquín María de Navascués i de Juan (Saragossa, 1900 - Madrid, 1975) fou un historiador espanyol, expert en epigrafia, museografia i numismàtica. Membre de la Reial Acadèmia de la Història.

## Biografia
Va cursar el Batxillerat a Saragossa i es llicencià en Filosofia en Lletres a la Universitat de Saragossa, obtenint el doctorat a la Universitat Central de Madrid el 1949, on va ser deixeble de Manuel Gómez-Moreno. El 1921 va ingressar en el Cos Facultatiu d'Arxivers, Bibliotecaris i Arqueòlegs. De 1925 a 1929 fou director del Museu de Còrdova, i de 1929 a 1930 del Museu de Tarragona. El 1930 fou nomenat conservador del Museu Arqueològic Nacional d'Espanya sota la direcció de Francisco de Paula Álvarez-Osorio y Farfán de los Godos, i s'encarregà de l'adquisició de l'adquisició de la col·lecció del Marquès de Monsalud.
L'esclat de la guerra civil espanyola el va sorprendre a Madrid, on va rebutjar el seu càrrec en el museu i fou tancat a la presó l'octubre de 1936. El gener de 1937 fou alliberat gràcies a la mediació de l'ambaixada de Romania i aconseguí arribar a Saragossa, on es va incorporar a l'Exèrcit Nacional com alferes en el servei militar de Defensa del Patrimoni Artístic de l'Exèrcit Nacional. El 1940 fou nomenat Inspector Nacional de Museus.
A la mort del comte de Romanones el 1950 el va substituir com a acadèmic en la Reial Acadèmia de la Història. El mateix any va guanyar la càtedra d'Epigrafia i Numismàtica en la Universitat Central de Madrid i el 1952 va substituir Augusto Fernández de Avilés y Álvarez-Ossorio com a director del Museu Arqueològic Nacional, càrrec que va ocupar fins a 1967.